# تيودور غيورغيو
تيودور غيورغيو (بالرومانية: Tudor Giurgiu)‏ (و. 1972  م) هو مخرج أفلام روماني، ولد في كلوج نابوكا.

## وصلات خارجية
- تيودور غيورغيو على موقع IMDb (الإنجليزية)
- تيودور غيورغيو على موقع ألو سيني (الفرنسية)
- تيودور غيورغيو على موقع أول موفي (الإنجليزية)
- تيودور غيورغيو على موقع قاعدة بيانات الفيلم (الإنجليزية)
- تيودور غيورغيو على موقع كينوبويسك (الروسية)